# Mindenható Krisztus-templom (Neszebar)
A Mindenható Krisztus-templom (bolgárul: Църква Христос Пантократор) egy 13-14. századi vallási épület Neszebarban.

## Története
A pantokrátor templom Neszebar eredeti állapotában leginkább fennmaradt ilyen jellegű épülete. A templom hossza 16 méter, szélessége 6,9 méter. A bejáratokat a déli és a nyugati falon helyezték el. A keleti oldalon három apszis található. A cella közepén négy oszlop állt, amelyek a kupolát támasztották. A narthex fölé négyszögletes harangtorony emelkedett, amelybe a cella és a narthex közötti falba épített lépcső vezetett fel.
A templom külső falait íves vakfülkékkel díszítették. Felettük díszítő motívumok: csészék, levelek, szvasztikák láthatók. A kupolát tartó toronyba nyolc ablakot építettek. A narthex alatt egy középkori sír található. A belső falakon csak halvány nyomai maradtak fenn az egykori freskóknak.